# Марк Гавий Корнелий Цетег
Марк Гавий Корнелий Цетег (лат. Marcus Gavius Cornelius Cethegus) — римский политический деятель второй половины II века.
Цетег происходил из Вероны. Его отцом был консул 150 года Марк Гавий Сквилла Галликан, а матерью Помпея Агрипинилла. Кроме того, у него была сестра Гавия Корнелия Цетегилла. В проконсульство своего отца в 165 году в Азии, Цетег был при нём легатом. В 170 году он занимал должность ординарного консула с Гаем Эруцием Кларом.